# Cermet
Cermet, cermetal, spiek ceramiczno-metalowy to materiał kompozytowy spieczony (sprasowany) z materiałów ceramicznych i metalowych. Metal jest zwykle spoiwem dla tlenków, borków, węglików lub tlenku glinu. Używane metale to zwykle nikiel, molibden i kobalt. W zależności od użytych materiałów cermet może być kompozytem z matrycą metalową (MMC – metal matrix composite), ale zazwyczaj metal nie stanowi więcej niż 20% objętości. Metal stanowi spoiwo, podtrzymuje kowalność, przewodność cieplną, odporność na zmiany temperatury i wstrząsy. Materiał ceramiczny zapewnia ognioodporność i twardość. Własności zależą od stosunku ilościowego użytych materiałów, wielkości cząsteczek i technologii produkcji.

## Zastosowania
- elektronika: używany do produkcji rezystorów (zwłaszcza potencjometrów oraz trymerów), kondensatorów i innych komponentów elektronicznych, zwłaszcza tam gdzie muszą być one odporne na ścieranie lub na działanie wysokich temperatur. W technice grubowarstwowej używane są również pasty cermetowe do tworzenia rezystorów
- technika reaktorowa: używane do wyrobu elementów paliwowych, prętów kontrolnych, osłon reaktorowych
- astronautyka: produkcja osłon termicznych dla pojazdów kosmicznych ze względu na swoją większą odporność na uderzenia niż tradycyjnie używane materiały (takie jak aluminium i inne metale); elementy konstrukcyjne silników rakietowych (odporne na ścieranie w wysokich temperaturach)